# ماريو فيغا
ماريو فيغا (بالإسبانية: Mario Vega)‏ هو قس سلفادوري، ولد في 1958 في سان سلفادور في السلفادور.